# کتاب سونگ
کتاب سونگ (انگلیسی: Book of Song)، سونگ شو (Sòng Shū) متنی تاریخی از دودمان لیو سونگ از دودمان‌های شمالی و جنوبی از تاریخ چین است. تاریخ را از ۴۲۰ تا ۴۷۹ پوشش می‌دهد و یکی از بیست و چهار تاریخ، مجموعه ای سنتی از سوابق تاریخی است. در ۴۹۲–۴۹۳ توسط Shen Yue از سلسله Qi جنوبی (۴۷۹–۵۰۲) نوشته شده است.